# GWR Banking Class
GWR Banking Class — тип из пяти танк-паровозов брюнелевской колеи с осевой формулой 0-3-0ST, разработанный Дэниелом Гучем для подталкивания поездов на крутых подъёмах некоторых участков Большой западной железной дороги. По сути представляют собой версию стандартного товарного паровоза Гуча, оснащённую седельным танком. 4 паровоза построено на заводе дороги. Последний из этих локомотивов был списан в 1889 году.

## Список паровозов
- «Лавина» (1846—1865) — построен в феврале 1846 года и отставлен в августе 1865-го[1]. Этот паровоз был построен не в Суиндоне, а на заводе Stothert and Slaughter[англ.] и был однотипным с тендерным товарным паровозом типа «Цезарь»;
- «Битон» (1854—1871);
- «Яго» (1852—1881);
- «Юнона» (1852—1889) — в июне 1872 года продана South Devon Railway[англ.], на которой переименована в «Стромболи». Когда в 1876 году GWR поглотила SDR, паровоз получил № 2138 и сохранил имя «Стромболи». Последний из своего типа, списан в июне 1889 года;
- «Платон» (1854—1883).